# Cians
Le Cians (prononcé [t͡ʃaᵑs]) est un affluent gauche du fleuve le Var, et un cours d'eau de première catégorie dans le département des Alpes-Maritimes, en région Provence-Alpes-Côte d'Azur (France).

## Étymologie

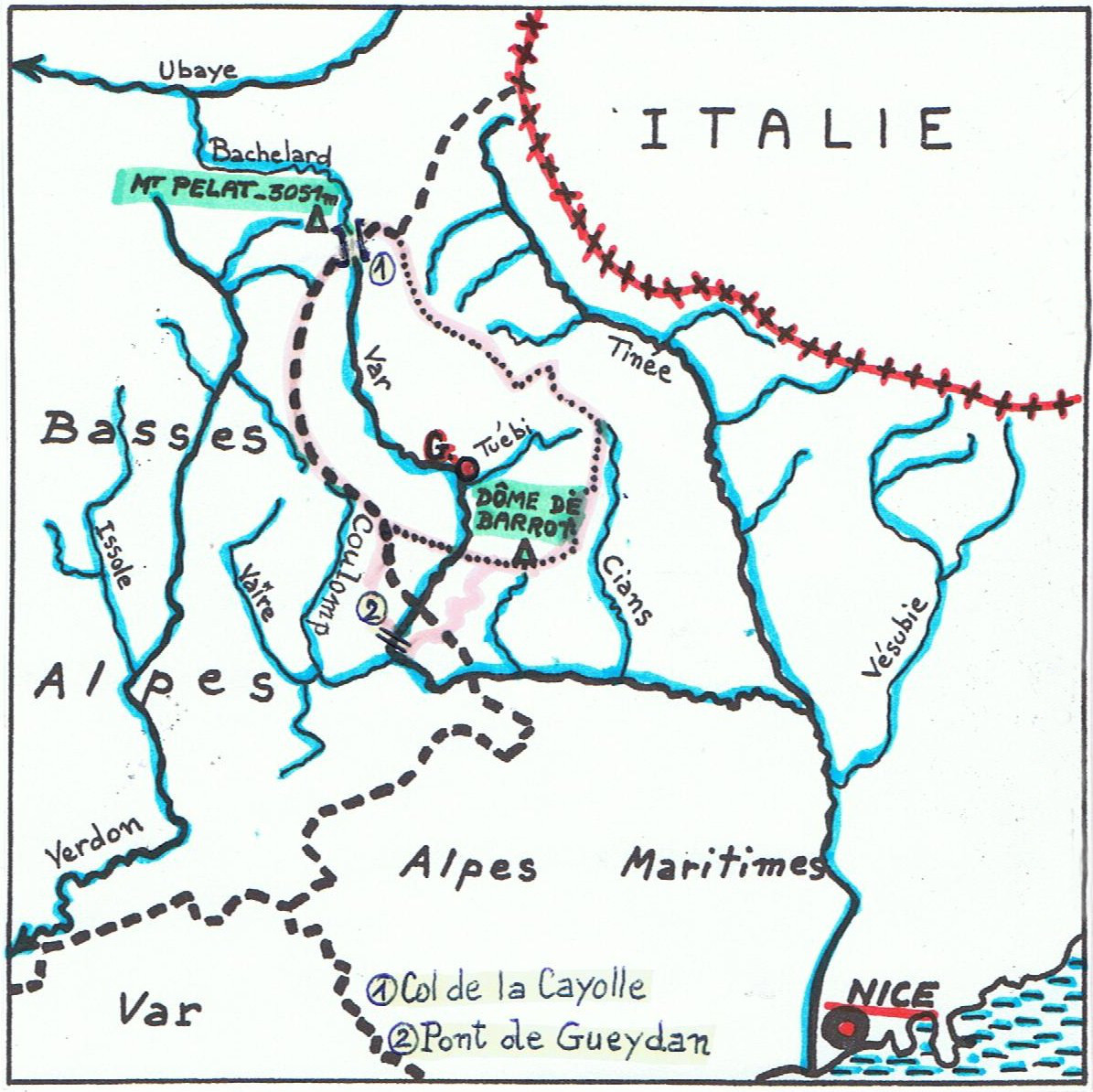
Localisation du Cians (au centre) dans le département des Alpes-Maritimes.

Cians est en fait une graphie italienne où « cia » était à lire /t͡ʃa/. Certains, tel André Compan, rétablissent l'orthographe « Chans » plus conforme à l'écriture de l'occitan. Les formes des hydronymes Cians et Cagne sont là pour rappeler que l'isoglosse « ca/cha » de l'occitan traverse le département des Alpes-Maritimes.

## Géographie
Sa longueur est de 25,3 kilomètres.
Le Cians prend sa source dans la commune de Beuil, au pied et au sud-est du Mont Mounier (2 817 m), à 1 990 m d'altitude.
Il se jette dans le Var à l'ouest de Touët-sur-Var, à 330 m d'altitude. Il a taillé dans les schistes rouges puis le calcaire des gorges abruptes parmi les plus belles des Alpes. En 25 km, il descend de 1 600 m. Phénoménale, sa force érosive est décuplée au moment des crues.
Les Gorges du Cians, gorges inférieures et gorges supérieures, creusées par le Cians dans des sols de pélite rouge, sont absolument impressionnantes. Elles ont été taillées par le Cians dans l'extrémité est du Dôme de Barrot. Le Dôme de Barrot correspond à une remontée de socle paléozoïque qui fait affleurer une épaisse série permienne.

### Communes et cantons traversés
Dans le seul département des Alpes-Maritimes, le Cians traverse, dans le sens amont vers aval, les communes de Beuil (source), Pierlas, Rigaud, Thiéry, Touët-sur-Var (confluence) .
En termes de cantons, le Cians prend sa source dans le canton de Guillaumes, traverse le canton de Puget-Théniers et conflue sur le canton de Villars-sur-Var, le tout dans le même arrondissement de Nice.

### Bassin versant
Sur ces cinq communes, la population est de 1 591 habitants pour une superficie de 177 km2 soit une densité de 9 hab/km2 à 916 m d'altitude moyenne.

## Affluents
Le Cians a quinze tronçons affluents référencés dont un seul est de longueur supérieure à dix kilomètres :
- Le Vallon de Pierlas (rg[note 1]), 10,4 km sur Pierlas et Rigaud avec sept affluents et de rang de Strahler trois.

Les quatorze autres affluents sont :
- la Vallon de Conchas (rg), 3 km
- le Vallon de la Couillole (rg), 4 km
- le Chaudan (rg), 3 km
- Le Vallon de Challandre (rd), 6,4 km sur Beuil et Péone avec trois affluents.
- Le Ruisseau de Raton (rd), 6,1 km sur Auvare, Beuil, Guillaumes, Pierlas, Puget-Rostang et Rigaud, avec deux affluents.
- le Ravin de Royer (rd), 3 km
- le vallon de l'Escoulière (rg), 3 km
- Le Cianavelle (rd), 8,1 km sur Auvare, Puget-Rostang et Rigaud avec un affluent et de rang de Strahler trois.
- le ruisseau de Varégoules (rd) 4,1 km sur les deux communes de Puget-Rostang et Rigaud.
- le vallon de Maras (rg), 2 km
- le vallon de l'Aiguestre (rg)
- le vallon de Chaudanne (rg), 5 km
- le ruisseau de l'Arsilane (rg) 8,2 km sur les deux communes de Thiéry et Lieuche avec trois affluents.
- le ruisseau de Fiou (rd) 4,5 km sur les deux communes de Puget-Rostang et Rigaud.

### Rang de Strahler
Le rang de Strahler du Cians est de quatre par le vallon de Pierlas.

## Hydrologie
Son régime hydrologique est dit nivo-pluvial.

### Le Cians à Rigaud
La station de mesure Y6115010 sur le Cians à Rigaud, a été emportée par la crue de novembre 1977 et non remplacée. Celle-ci se trouvait à 983 mètres d'altitude pour un bassin versant de 70,6 km2 c'est-à-dire la moitié environ du bassin total.

### Crues
À cette station le débit instantané maximal a été de 21,80 m3/s le 12 octobre 1972 et le débit journalier maximal de 9,16 m3/s. La hauteur maximale instantanée a été de 164 cm le 8 octobre 1977.

## Aménagements et écologie

### Tourisme
Le canyonning et la pêche sont pratiqués sur son cours,.

### Art
Les gorges du Cians ont été peintes par le paysagiste niçois Alexis Mossa.

## Galerie

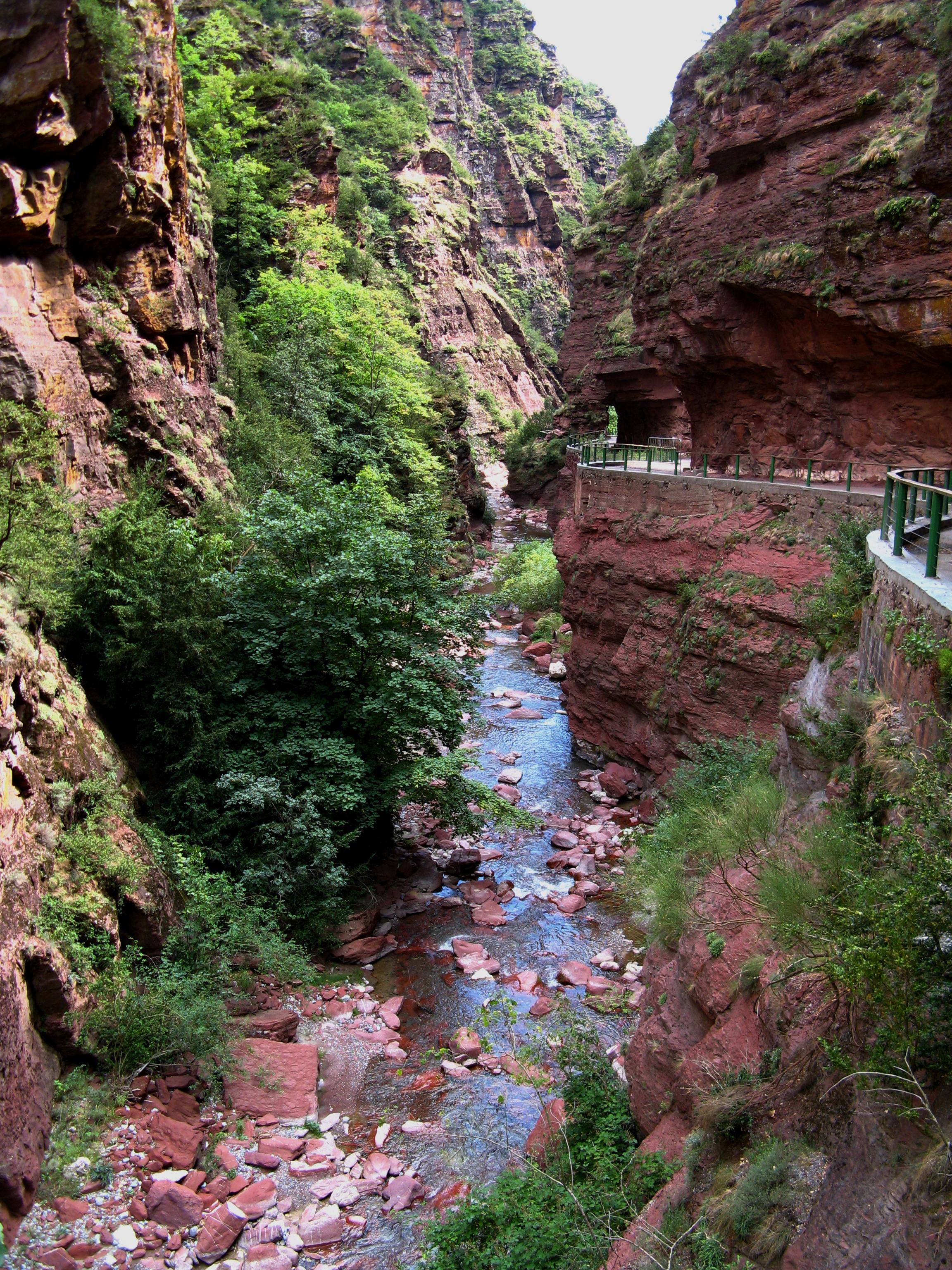
Gorges du Cians.
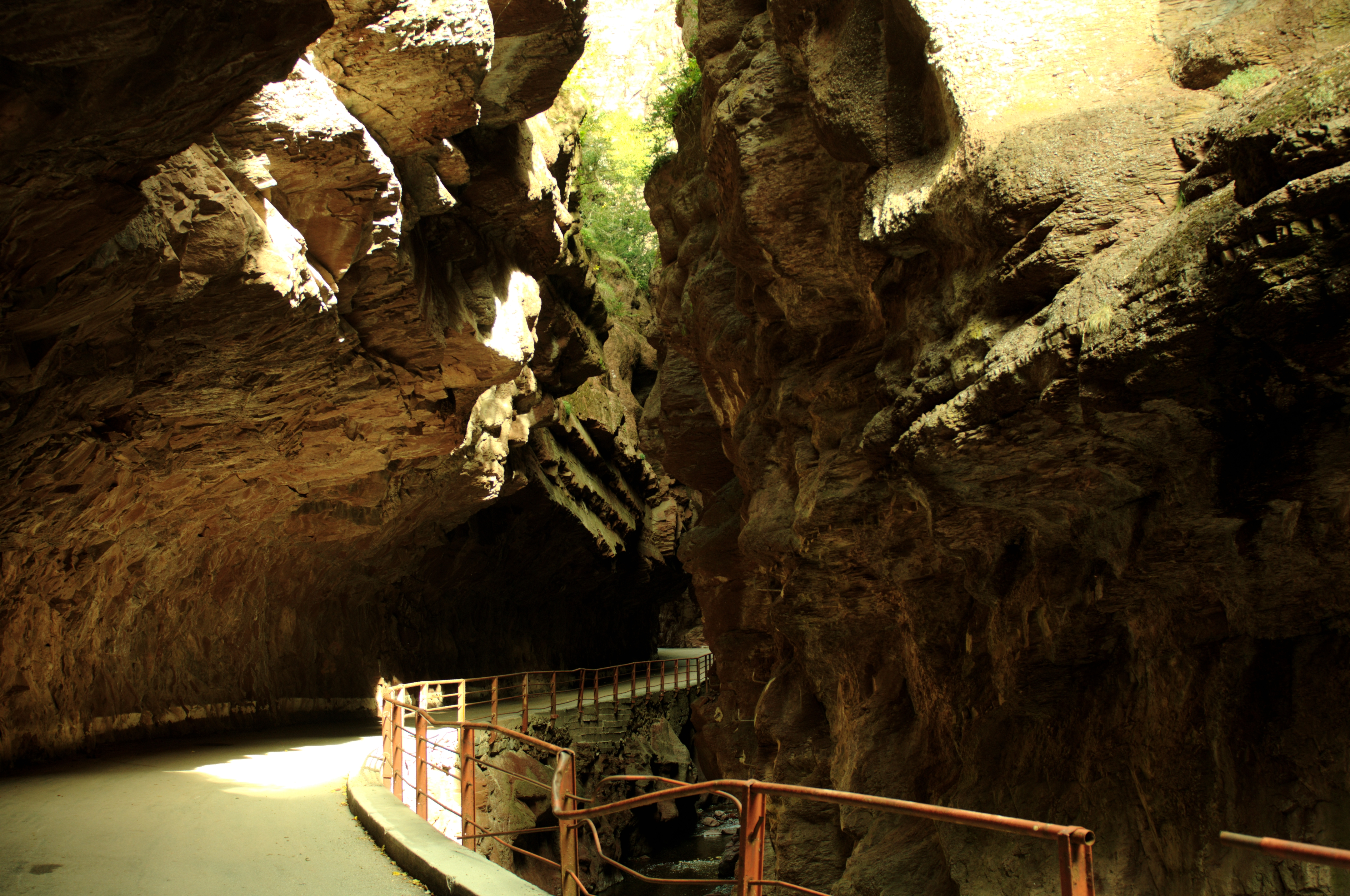
Grande Clue.
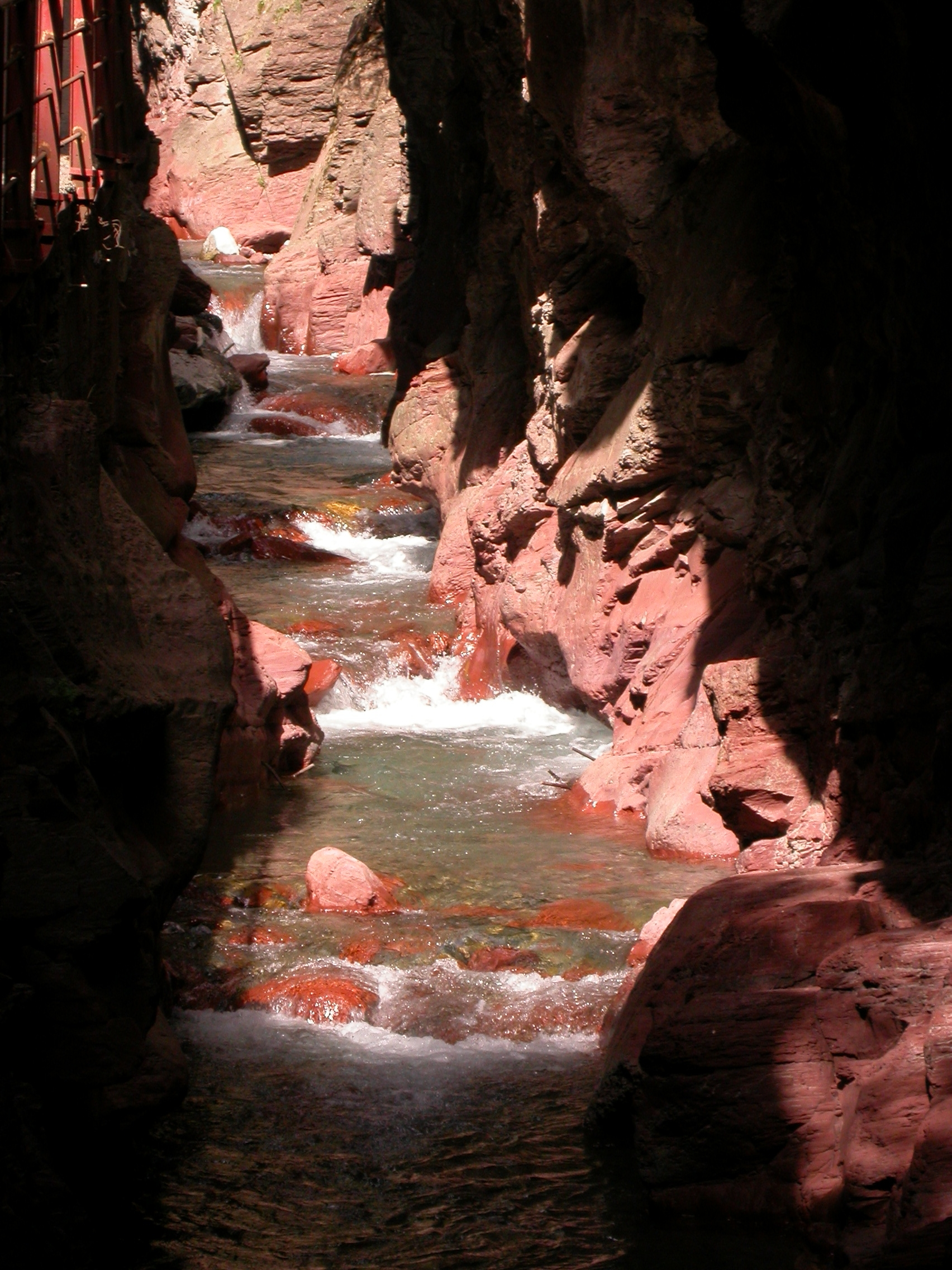
Gorges du Cians.
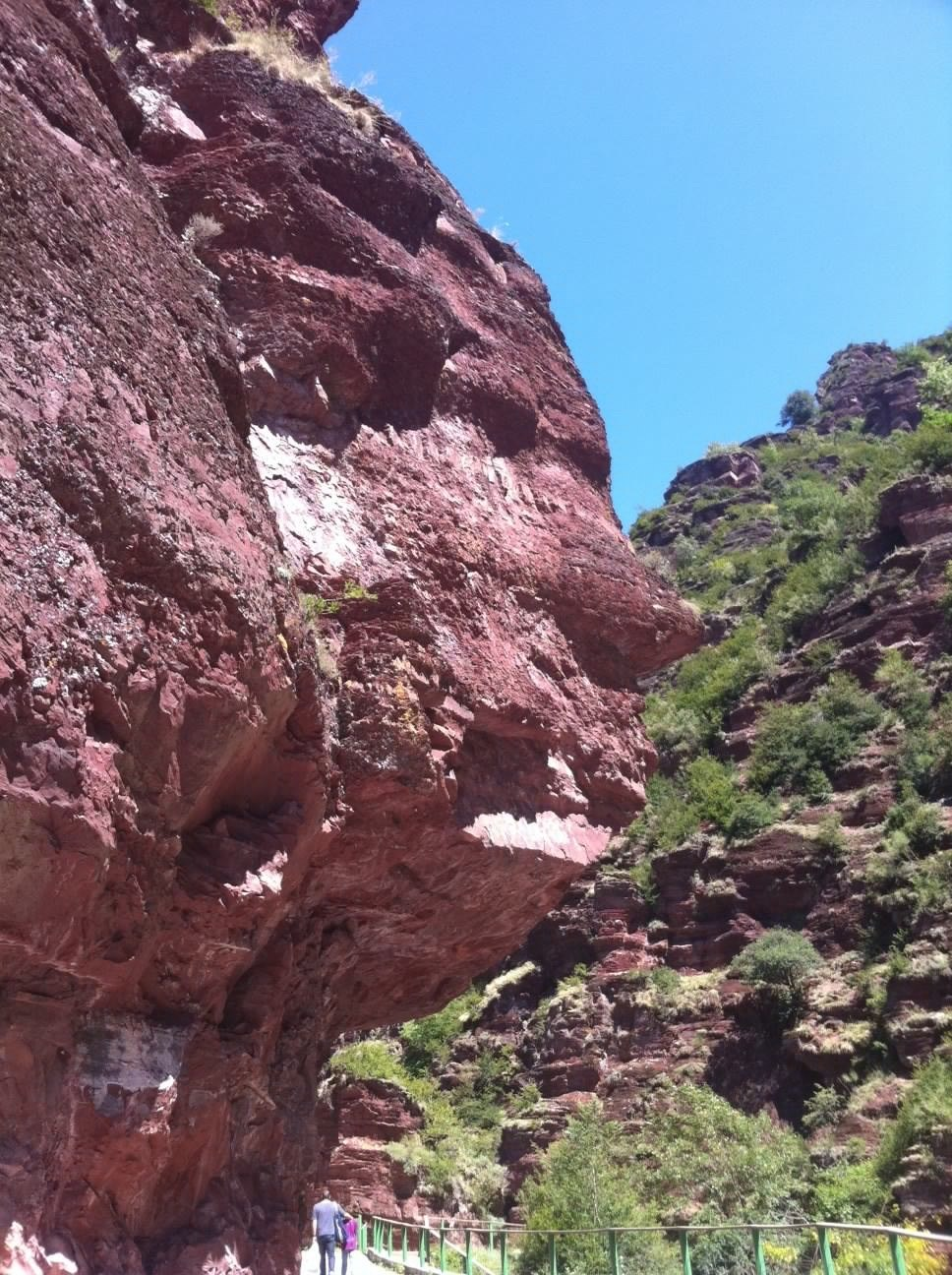
Figure anthropomorphe grimaçante, paréidolie dans les gorges du Cians, dite « le visage à la grimace ».
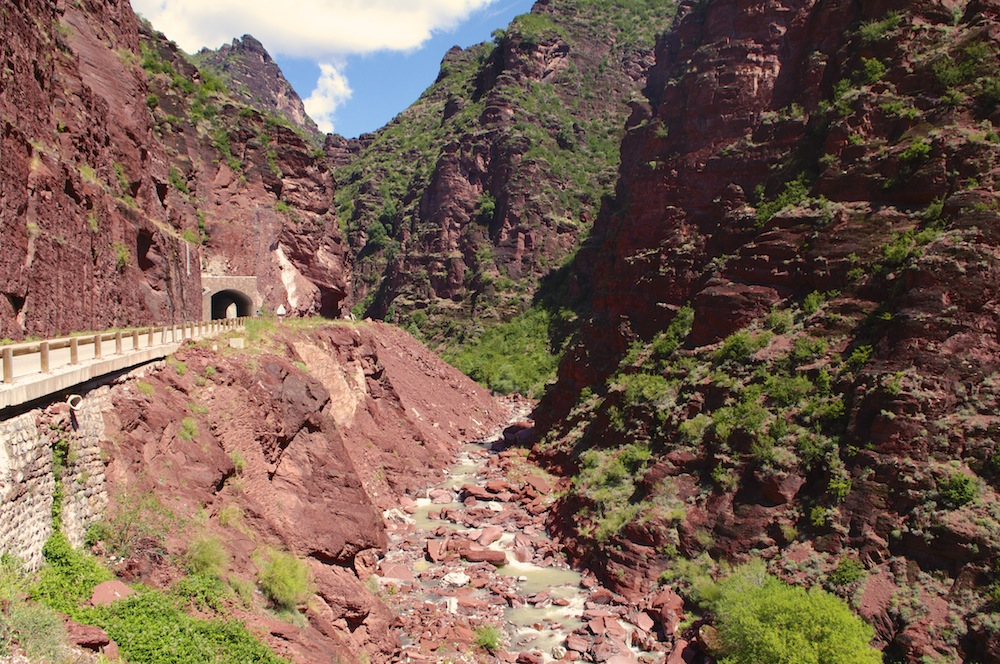
Gorges de Cians, toutes rouges.
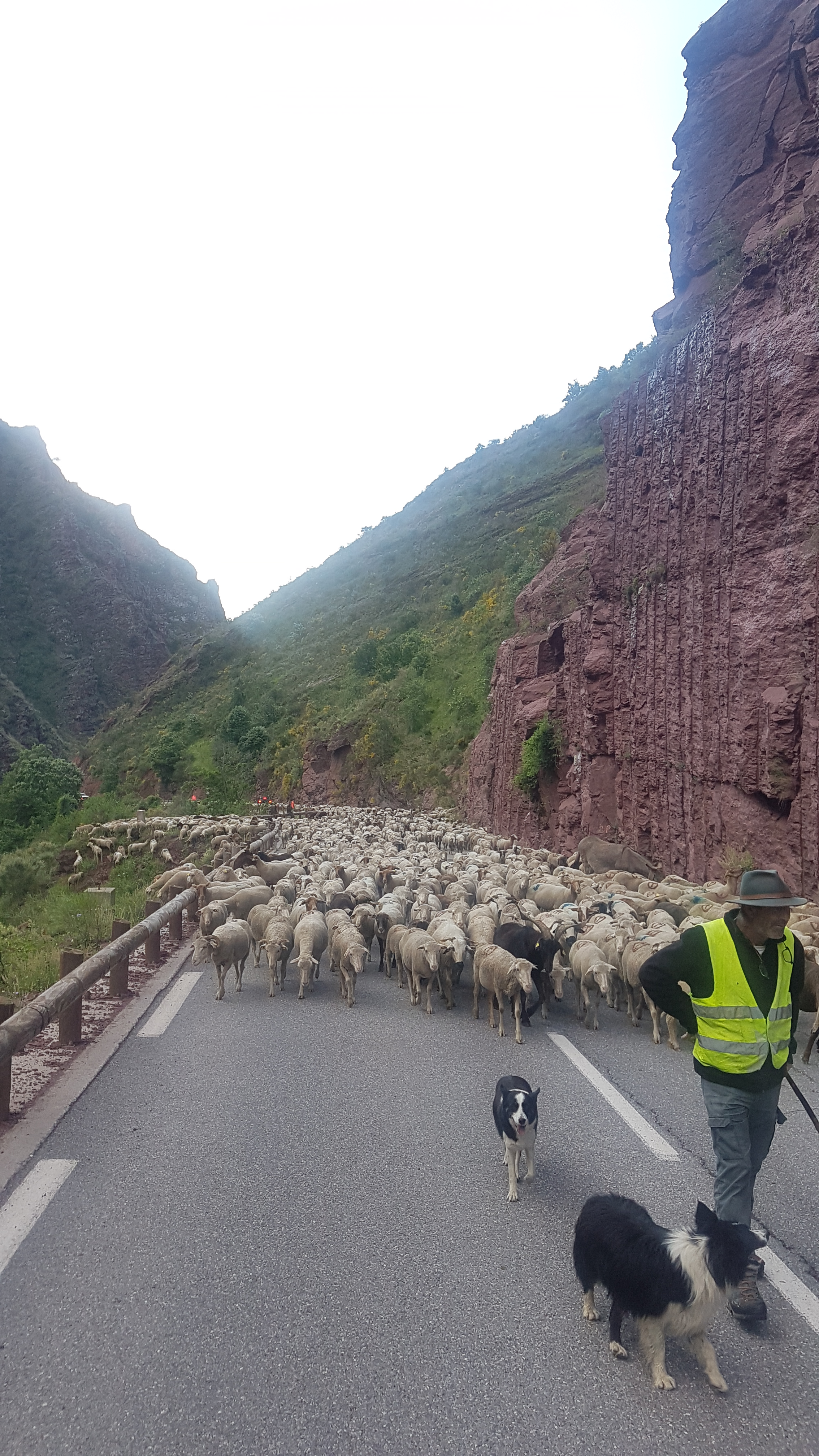
Transhumance dans les Gorges du Cians 2021